# Евдокимов, Леонид Викторович
Леонид Викторович Евдокимов (1855 — не ранее 1912) — русский генерал-лейтенант (1910) и военный писатель.

## Биография
Родился в 1855 году. Окончил Полоцкую военную гимназию и Константиновское военное училище, откуда был выпущен в Лейб-гвардии Литовский полк, в составе которого принял участие в Русско-турецкой войне 1877—78 годов, и был награждён орденом Святой Анны 4-й степени (Аннинским оружием). 
В дальнейшем поступил в Александровскую военно-юридическую академию, окончив которую, служил по военно-судебному и военно-инженерному ведомствам, где дослужился до генерал-майора. Преподавал законоведение в Николаевском инженерном училище, некоторое время занимал должность генерала для поручений при главном инженерном управлении. Вышел в отставку в 1910 году с чином генерал-лейтенанта.
В качестве военного писателя Евдокимов привлёк к себе внимание современников тем, что издавал и редактировал журнал «Досуги Марса»; публиковал статьи в журналах «Русский инвалид» и «Военный сборник», а также являлся автором нескольких военно-юридических и военно-исторических работ, вышедших из печати отдельными книгами: «Обязанности военного начальника» (Уфа, 1885); «Устав дисциплинарный с разъяснениями» (1889); «Хозяйственные операции, подряды, поставки и пр. по военному ведомству » (1902) и «Журналы дежурных генерал-адъютантов Императрицы Елизаветы Петровны» (Спб., 1898).
По состоянию на 1912 год, согласно Военной энциклопедии Сытина, был жив и продолжал активную творческую работу. 